# پلاکوگلوبین
پلاکوگلوبین (انگلیسی: Plakoglobin) یا همان «گاما-کاتنین» یک پروتئین است که در انسان، توسط ژن «JUP» کُد می‌شود.
این پروتئین متعلق به خانوادهٔ کاتنین‌هاست و هومولوگ بتا-کاتنین محسوب می‌شود.
پلاکوگلوبین در واقع یکی از اجزاءِ سیتوپلاسمیِ «اتصال چسبیده نواری» (zonula adherens) و «دزموزوم» (پل بین‌سلولی) است که در محلِ «خطوط پلکانی» (Intercalated disc) ماهیچهٔ قلب قرار گرفته و کارش محکم‌کردن سارکومر و اتصال سلول‌های مجاور به یکدیگر است.
جهش در ژنِ سازندهٔ این پروتئین که بر روی کروموزوم ۱۷ قرار گرفته، منجر به پیدایش بیماری «دیسپلازی آریتمی‌سازِ بطن راست» در قلب می‌شود.